# Macrozamia riedlei
Macrozamia riedlei (nombre común zamia o palma zamia) es una especie de cícada en la familia Zamiaceae. Es endémica de Australia Occidental.
Se encuentra en suelos lateríticos y en los bosques de Jarrah.
Las nueces de la palma fueron exitosamente utilizados por los aborigines australianos – sin embargo comidos crudos por los exploradores resultó en envenenamiento:

Los casos reportados de envenenamiento de la palma zamia son quizás los primeros de cualquier planta australiana. Zamia se menciona  como causante de mareos en los hombres que comieron las semillas por Vlaming en 1697, La Perouse en 1788, Flinders en 1801, y Sir George Grey en 1839. (Gardner and Bennetts p.5.)

## Sinonimia
- Cycas riedlei Fisch. ex Gaudich. en Freycinet